# La Dernière Goutte d'eau
Pour plus de détails, voir Fiche technique et Distribution.
La Dernière Goutte d'eau (The Last Drop of Water) est un film muet américain de D. W. Griffith sorti en 1911.

## Synopsis
Un groupe de caravanes se dirigeant vers l'Ouest à travers le grand désert se retrouve sans eau et est attaqué par les Indiens. Hommes et femmes sont alors entre la vie et la mort. Un homme volontaire, leur dernière chance, est envoyé pour chercher de l'eau.

## Fiche technique
- Titre : La Dernière Goutte d'eau
- Autre titre : La Dernière Larme
- Titre original : The Last Drop of Water
- Réalisation : D. W. Griffith
- Scénario : Bret Harte et Stanner E. V. Taylor
- Photographie : Billy Bitzer
- Société de production et de distribution : Biograph Company
- Pays de production : États-Unis
- Format : Noir et blanc - 35 mm - 1,37:1 - Film muet
- Genre : Western
- Durée : 18 minutes
- Date de sortie :
  - États-Unis : 27 juillet 1911

## Distribution
- Blanche Sweet : Mary
- Charles West : Jim
- Robert Harron
- Dell Henderson
- Alfred Paget
- Francis J. Grandon
- W. Chrystie Miller
- Jeanie Macpherson
- Joseph Graybill : John
- William J. Butler
- Linda Arvidson
- Kate Bruce
- John T. Dillon : officier de cavalerie
- Gladys Egan
- Guy Hedlund
- Frank Opperman
- W. C. Robinson
- Kate Toncray